# Elbert Lee Trinkle

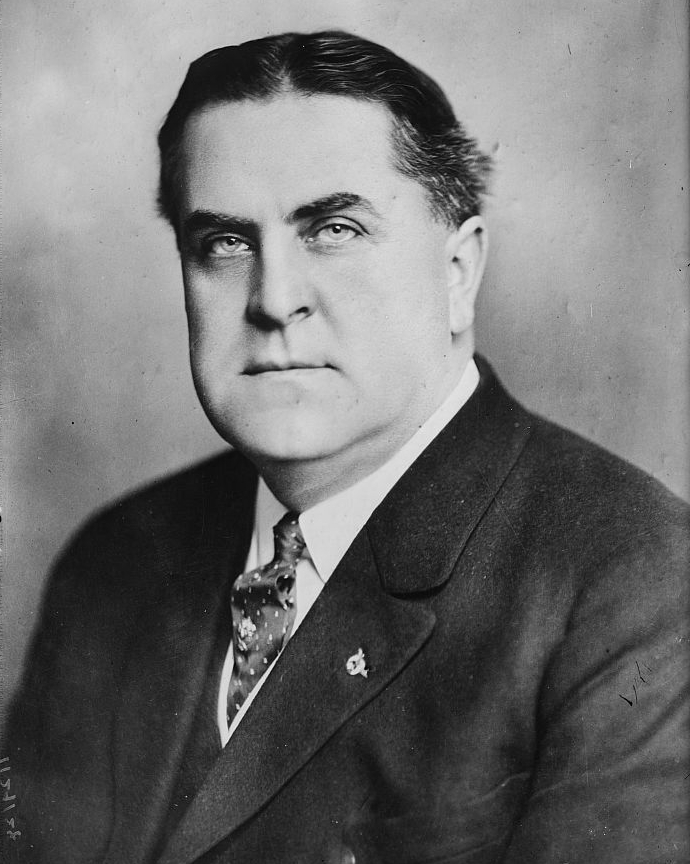
Elbert Lee Trinkle

Elbert Lee Trinkle (* 12. März 1876 in Wytheville, Wythe County, Virginia; † 25. November 1939 in Richmond, Virginia) war ein US-amerikanischer Politiker und von 1922 bis 1926 Gouverneur des Bundesstaates Virginia.

## Frühe Jahre
Elbert Trinkle entstammte einer in Virginia prominenten Familie. Er absolvierte die Wytheville Military Academy und studierte anschließend bis 1895 am Hampden-Sydney College. Im Jahr 1898 schloss er seine Ausbildung mit einem juristischen Examen an der University of Virginia ab. Daraufhin begann er in Wytheville als Rechtsanwalt zu arbeiten. Außerdem engagierte er sich zusammen mit seinen Brüdern in der Landwirtschaft. Trinkle gehörte auch zu den Mitbegründern der Shenandoah Life Insurance Company, deren Vizepräsident er von 1916 bis 1933 war. Ab 1933 bis zu seinem Tod war er Präsident dieser Gesellschaft.

## Politischer Aufstieg und Gouverneur von Virginia
Elbert Trinkle war Mitglied der Demokratischen Partei. Zwischen 1913 und 1921 gehörte er dem Senat von Virginia an. Im Jahr 1921 wurde er zum Gouverneur seines Staates gewählt. Trinkle trat seine vierjährige Amtszeit am 1. Februar 1922 an. In dieser Zeit arbeitete er an der Verbesserung des Gefängniswesens. Angesichts des steigenden Automobilverkehrs wurden die Straßen in Virginia ausgebaut. Auch das Schulsystem wurde verbessert. So wurden beispielsweise die Lehrpläne optimiert und Sommerkurse angeboten. Da Trinkle haushaltspolitisch eher sparsam mit den Geldern umging, wurden diese Projekte weitgehend über Steuererhöhungen finanziert.

## Weiterer Lebenslauf
Nach dem Ende seiner Gouverneurszeit am 1. Februar 1926 wurde Trinkle wieder als Rechtsanwalt tätig. Er übte aber auch noch weitere Ämter aus. Von 1930 bis zu seinem Tod war er Mitglied im Erziehungsausschuss von Virginia. Er war Präsident der Gesellschaft zur Betreuung von Kinderheimen im südwestlichen Virginia und vier Jahre lang Kurator des Hampden-Sydney College. Elbert Trinkle verstarb am 25. November 1939 in Richmond. Er war mit Helen Ball Sexton verheiratet, mit der er vier Kinder hatte.